# Heinrich Vogt (Astronom)

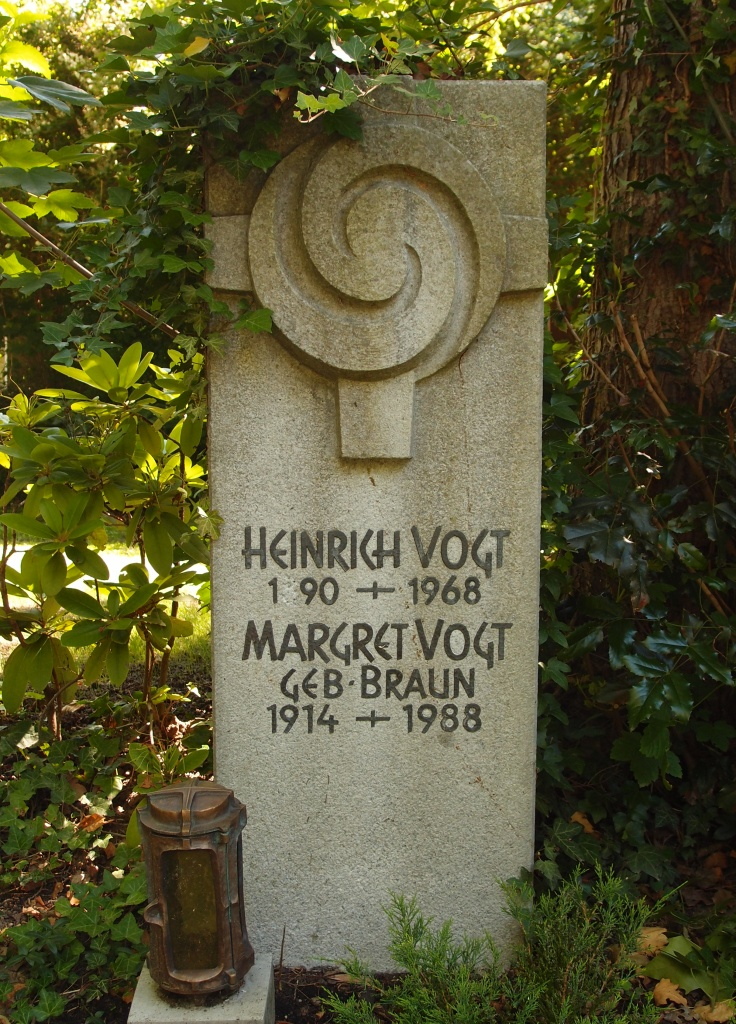
Grab von Heinrich Vogt auf dem Friedhof in Heidelberg-Handschuhsheim

Heinrich Vogt (* 5. Oktober 1890 in Gau-Algesheim, Rheinland-Pfalz; † 23. Januar 1968 in Heidelberg) war ein deutscher Astronom.

## Leben
Vogt war das jüngste Kind des Landwirts Philipp Vogt und dessen Ehefrau Margaretha, geb. Sturm. Verheiratet war Heinrich Vogt mit Margarete geb. Braun. Beide hatten einen Sohn und eine Tochter.
Vogt begann nach dem Abitur 1911 am Herbstgymnasium (Kronberger Hof) in Mainz zum Wintersemester 1911/12 an der Universität Heidelberg bei Max Wolf, dessen Assistent er ab 1912 war, mit dem Studium der Astronomie, Mathematik und Physik. Seine wissenschaftliche Laufbahn setzte er 1919 mit der Promotion zum Thema Zur Theorie der Algolveränderlichen und 1921 mit der Habilitation (Thema: „Photometrische Untersuchungen und Helligkeitsbestimmungen in dem Sternenhaufen h und χ Persei“) sowie seiner Antrittsvorlesung über die Entwicklung der Sterne fort. 1926 wurde er in Heidelberg zum außerordentlichen Professor berufen und war gleichzeitig Observator an der Badischen Sternwarte Heidelberg-Königstuhl.
1929 wurde Vogt als Ordinarius an die Universität Jena berufen und war zugleich von 1929 bis 1933 Direktor der Universitätssternwarte Jena. 1931 wurde er Mitglied der NSDAP und war danach als politischer Leiter und Vertrauensmann der NSDAP-Kreisleitung an der Universität tätig. 1933 wurde er Mitglied der SA, in der er bis zum Obersturmführer aufstieg.  1933 wurde er als Ordinarius an die Universität Heidelberg berufen, wo er die Nachfolge des 1932 verstorbenen Max Wolf antrat und von 1933 bis 1945 Direktor der Landessternwarte Heidelberg-Königstuhl war.
1945 wurde er als Direktor der Sternwarte abgesetzt, behielt aber bis zu seiner Emeritierung 1957 die Professur. Er sprach in seinen Vorlesungen einen größeren Hörerkreis an, schrieb populärwissenschaftliche Monographien, wie „Die Spiralnebel“ (1946), „Der Bau des Weltalls“ (1949) oder „Kosmos und Gott“ (1951) und wandte sich schließlich kosmologischen und naturphilosophischen Fragen zu, die er in seinen letzten Büchern „Außergalaktische Sternsysteme und die Struktur der Welt im Großen“ (1960), „Die Struktur des Kosmos als Ganzes“ (1961) und „Das Sein in der Sicht des Naturforschers“ (1964) thematisierte.
1943 wurde er Mitglied der Deutschen Akademie der Naturforscher Leopoldina. Er war Mitglied der Heidelberger Akademie der Wissenschaften.
Nach Heinrich Vogt ist der Vogtsche Eindeutigkeitssatz (oder Vogt-Russell-Theorem) benannt.
Vogt entdeckte am 9. Dezember 1912 einen Asteroiden, der nach der Mutter und einer Verwandten Vogts den Namen (735) Marghanna erhielt. Sein Heidelberger Kollege Karl Wilhelm Reinmuth nannte einen am 6. Oktober 1937 entdeckten Asteroiden (1439) Vogtia und zwei am 8. Januar 1937 entdeckte Asteroiden nach Vogts Frau (1410) Margret und (1411) Brauna.

## Schriften
- Aufbau und Entwicklung der Sterne. Leipzig: Becker & Erler, 1943, 2. Aufl. Leipzig: Geest und Portig, 1957.